# Justine Siegemund
Justine Siegemund o Justina Siegmund, nata Dietrich o Dittrich (Rohnstock, 26 dicembre 1636 – Berlino, 10 novembre 1705) è stata una scrittrice e ostetrica tedesca. Fu la prima donna a scrivere e pubblicare un trattato di medicina in Germania

## Biografia
Justine Diettrich nacque nel 1636 nella Bassa Slesia, figlia del pastore luterano Elias Diettrich. Rimasta orfana di padre a quattordici anni, nel 1655 sposò Christian Siegemund: il matrimonio durò quarantadue anni, ma la coppia non ebbe figli, dato che nel 1621 Justine soffrì di prolasso uterino. Le cattive esperienze legate alla sua malattia spinsero Siegemund ad interessarsi all'ostetricia, che cominciò a praticare con successo dal 1659. Negli undici anni seguenti lavorò per famiglie facoltose della zona, assistendo gratuitamente le famiglie meno abbienti.
Nel 1670 fu nominata ostetrica della città di Legnica e qui ebbe modo di dare prova delle sue grandi capacità e conoscenze non solo assistendo ai parti, ma anche asportando con successo una massa tumorale dalla cervice della duchessa di Legnica. Nel 1683 Federico Guglielmo I di Brandeburgo la volle a Berlino come ostetrica di corte e in veste di ostetrica reale aiutò Maria Amalia di Brandeburgo a dare alla luce quattro dei suoi figli. Alla corte di Augusto II di Polonia, invece, fu l'ostetrica di Cristiana Eberardina di Brandeburgo-Bayreuth durante la nascita del futuro Augusto III di Polonia nel 1696.
Prima di morire sessantanovenne a Berlino nel 1705, Siegemund contribuì alla nascita di quasi seimila e duecento bambini.

## L'opera

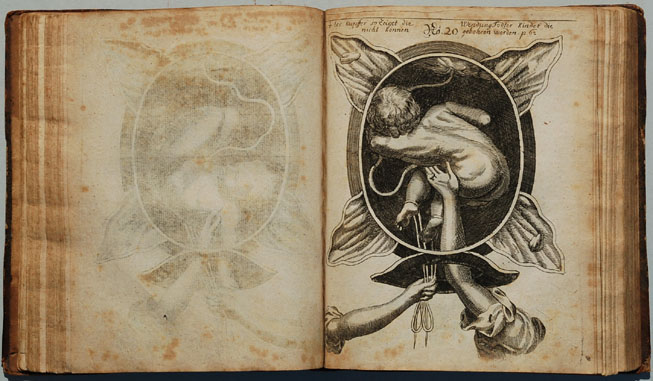
Un'incisione dall'edizione originale (1690)

La fama di Siegemund è legata soprattutto al trattato di ostetricia che pubblicò nel 1690, La levatrice della corte di Brandeburgo (Die Kgl. Preußische und Chur-Brandenburgische Hof-Wehemutter). Fu Maria II d'Inghilterra a suggerlirle l'idea di scrivere un trattato su cui nuove levatrici potessero formarsi e, di ritorno dall'Aia, Siegemund presentò il manoscritto all'ordine dei medici di Francoforte sull'Oder nel 1689. L'opera ottenne immediatamente il permesso di essere data dalle stampe, arricchita con le incisioni di Regnier de Graaf e Govert Bidloo.
L'opera si presenta come un dialogo tra l'autrice e Christina, una giovane apprendista, durante il quale l'esperta ostetrica istruisce dettagliatamente la sua studentessa sulle pratiche e i rischi del parto, tra cui problemi legati al cordone ombelicale, alla placenta previa e a malposizionamento e malpresentazione fetale.
Dopo la morte dell'autrice, il manuale fu ristampato diverse volte tra cui a Berlino nel 1708, a Lipsia nel 1715 e 1725 e poi ancora in molteplici edizioni fino alla fine del secolo.